# Енріке Сімоне
Енріке Сімоне Ломбардо(ісп. Enrique Simonet Lombardo; 1866, Валенсія — 1927, Мадрид) — іспанський художник і викладач, майстер побутового жанру і пейзажів, переважно академічного спрямування.

## Життєпис
Енріке Сімоне народився у місті Валенсія. Первісно планував присвятити власне життя католицькій церкві. Згодом перепланував наміри і зажадав стати художником. Навчався в Королівській академії красних мистецтв Сан Карло у Валенсії. Однак перебрався до міста Малага. Його керівник — художник Бернардо Феррандіс (Bernardo Ferrándiz 1835—1885), майстер побутового жанру.

### Перебування в Італії
Він виборов римську премію і відбув 1887 року в Рим на стажування. До цього періоду належить картина «Страта св. Павла», котру він подав як релігійне диво. Картина молодого художника настояна на впливах академізму. Перебування в Римі переривалось через подорожі художника, аби побачити скарби мистецтва в країні. Про знання імпресіоністичного засобу створення картин свідчила його рання картина «Поховання святого Лаврентія», котрого іспанці вважають за власного земляка і цікавість до його житія надихала різних іспанських майстрів на створення власних картин.
1890 року він створив картину «Розтин тіла дівчини» (аутопсія), формально картина належала до побутового жанру. Але це досить нова тема для іспанського мистецтва, обумовлена новими реаліями, що прийшли до Іспанії та її художньої практики. Картина створена в римський період і її вперше побачили у Італії. Новітність теми сприяла незвичній славі картини.
Енріке Сімоне створив також подорож до Святої землі. До цього періоду належить незвичний релігійний твір «Христос наблизився до Єрусалиму» 1892 р. Вона стала свідоцтвом зростання майстерності художника, здатного створити незвичну композицію і відступити від трафаретного зображення Христа, котрого Сімоне подав у строгому, чорному одязі (без використання яскравих фарб у головного персонажа). Напружений настрій твору як передчуття тріумфу і трагедії сприяв успіху картини. Вона отримала низку премій різних виставок в Іспанії та за кордоном, серед котрих Міжнародна виставка в Мадриді (1892 р.), Міжнародна виставка в Чикаго (1893 р.), виставка в Барселоні (1896 р.), Всесвітня виставка в Парижі (1900 р.)

### Військовий художник
У період 1893—1894 рр. він перебував у Марокко як військовий художник від журналу La Ilustración Española y Americana.

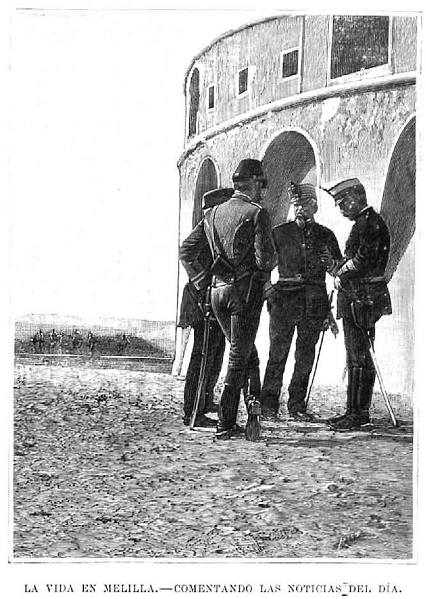
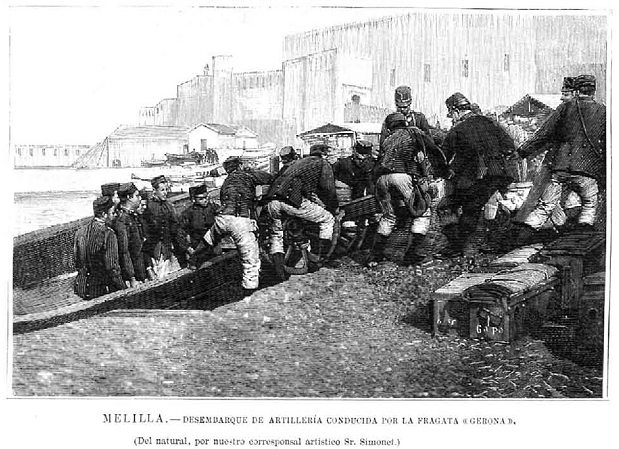
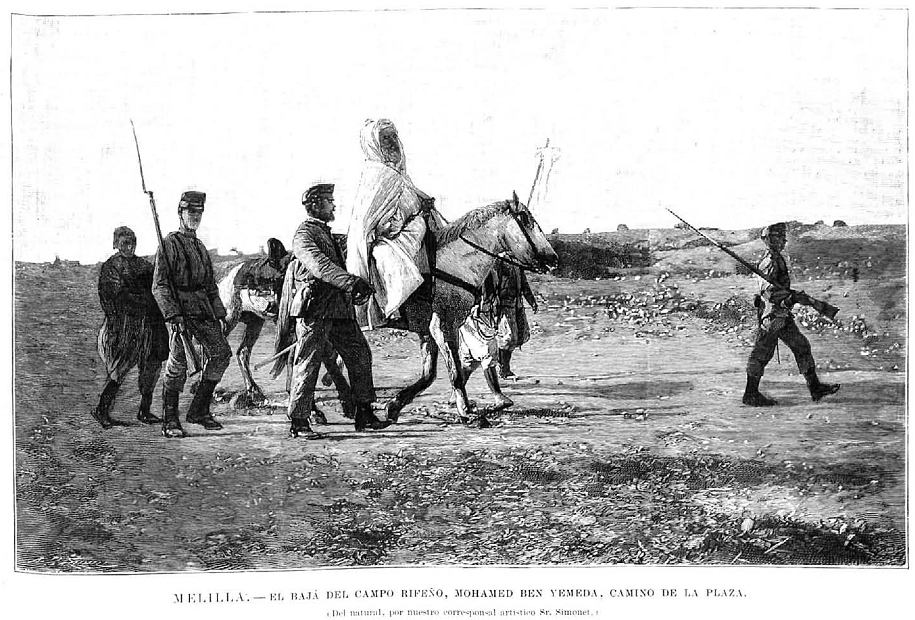
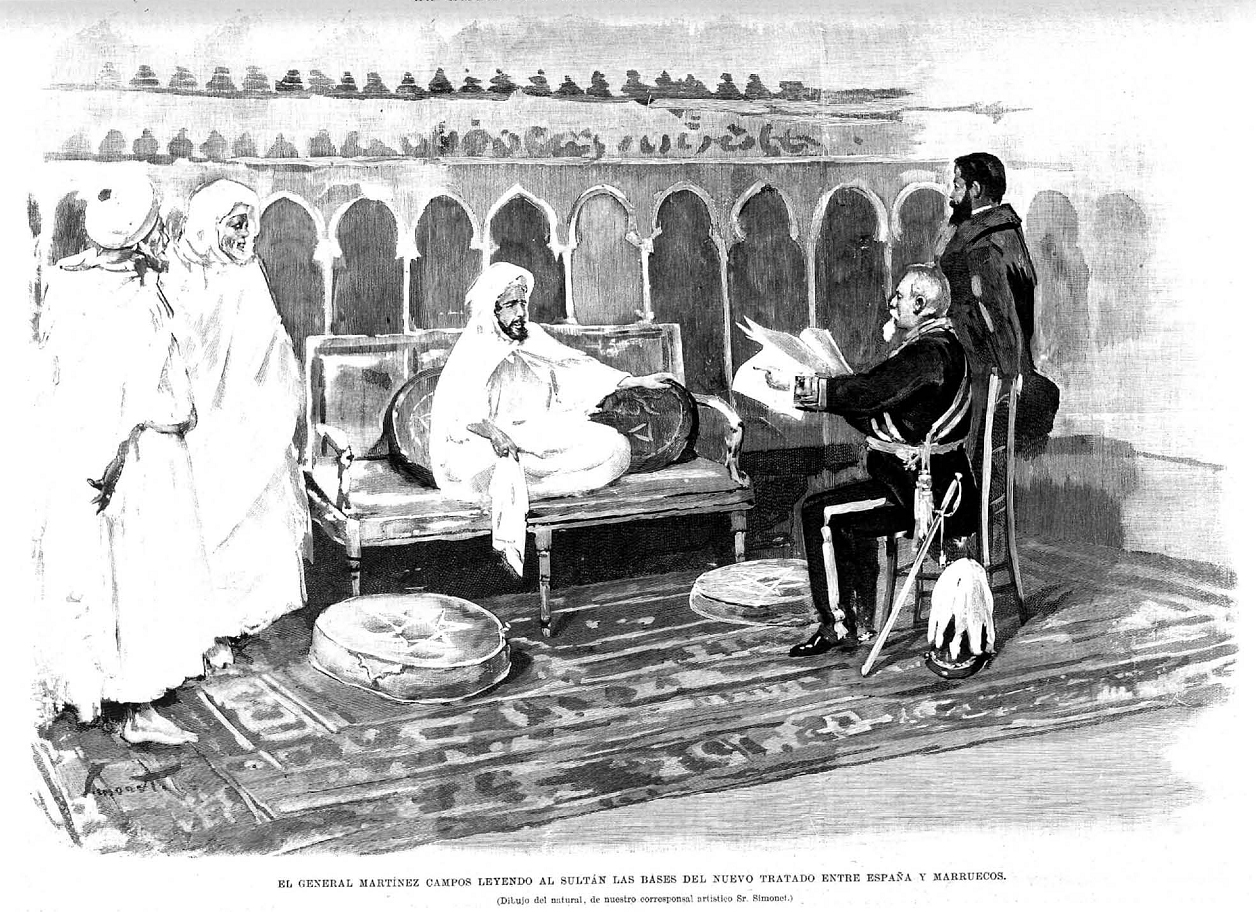

Окрім військових замальовок він наблизився до орієнтального жанру з арабськими реаліями.

### Викладацька діяльність
З 1901 року був професором в Королівська академія мистецтв Сан Жорді міста Барселона.
Помер у місті Мадрид 20 квітня 1927 року.

## Обрані твори
- «Автопортрет», 1885 р.

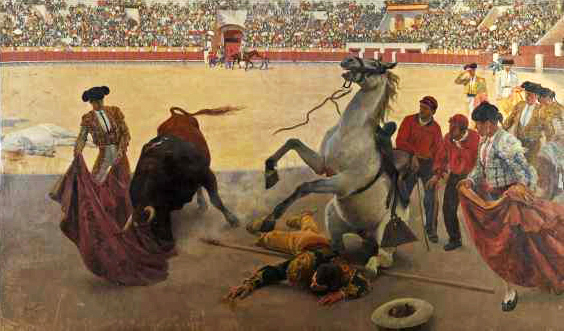
Енріке Сімоне. «Досить!» (Рятування матадора), 1897 р.

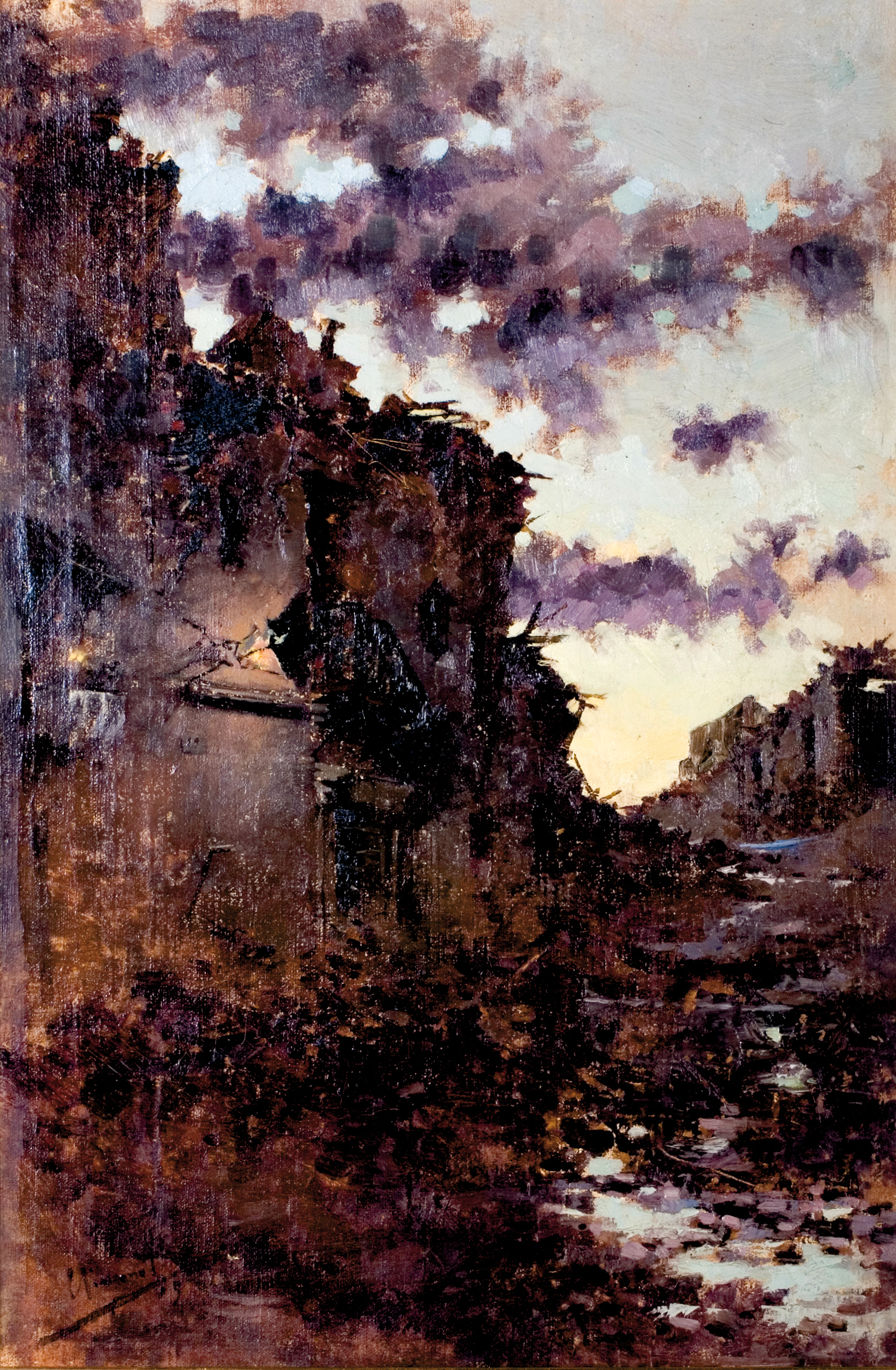
Енріке Сімоне. «Малага під час землетрусу», 1885 р.

- «Гра Орфея зачарувала диких звірів»
- «Поховання св. Лаврентія», 1886 р.
- «Страта св. Павла», 1887 р.
- «Малага. Узбережжя», 1889 р.
- «Христос наблизився до Єрусалима», 1892 р.
- «Автопортрет з палітрою»
- «Відображення тополь у річковій воді»
- «Розтин тіла дівчини» (аутопсія)", 1890 р.
- «Алегорія історії», люнет.
- «Арабська цирюльня», 1897 р.
- «Досить!» (Рятування матадора), 1897 р.
- «Епізод іспанської кориди», ескіз, 1899 р.
- «Пейзаж у Монклоа», недатований
- «Суд Париса», 1904 р.
- «Ка́рмен Кобенья». Пастель, 1908 р.
- «Мадрид. Брама де Алькала взимку», 1911 р.
- «Риночок у Танжері», 1913 р.
- «Місто Танжер надвечір», 1914 р.
- «Осінь. Дехеса», 1914 р.
- «Дружина художника Асунсьйон Кастро», 1914 р.
- «Стежка в саду», 1921 р.
- «Водоспад у Гіруела», 1921—1923 рр.
- «Алегорія юстиції», Палац юстиції, Барселона
- «Алегорія восьми іспанських провінцій», Палац юстиції, Мадрид

### Пейзажі

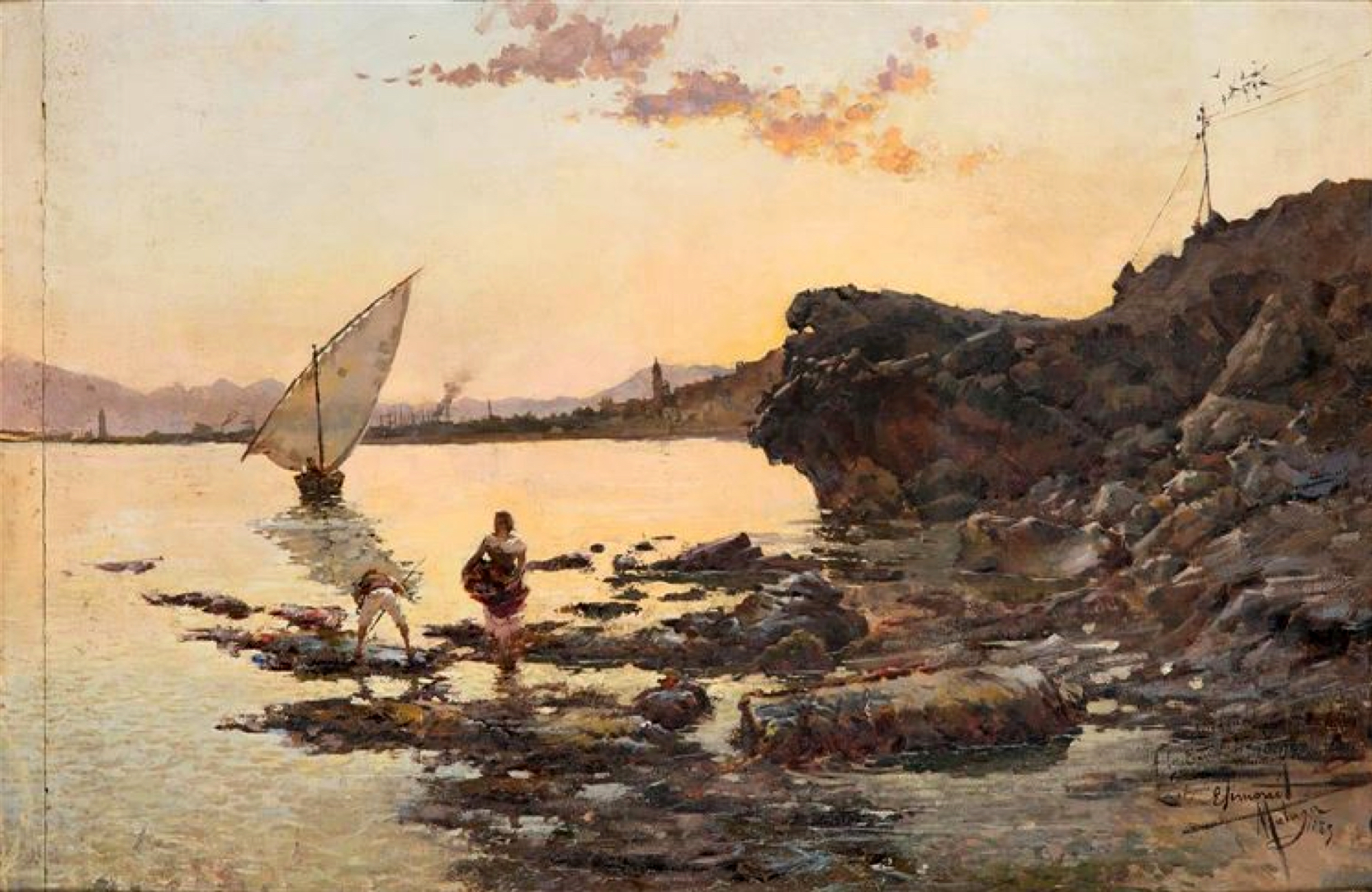
Енріке Сімоне. «Малага. Узбережжя», 1889 р.
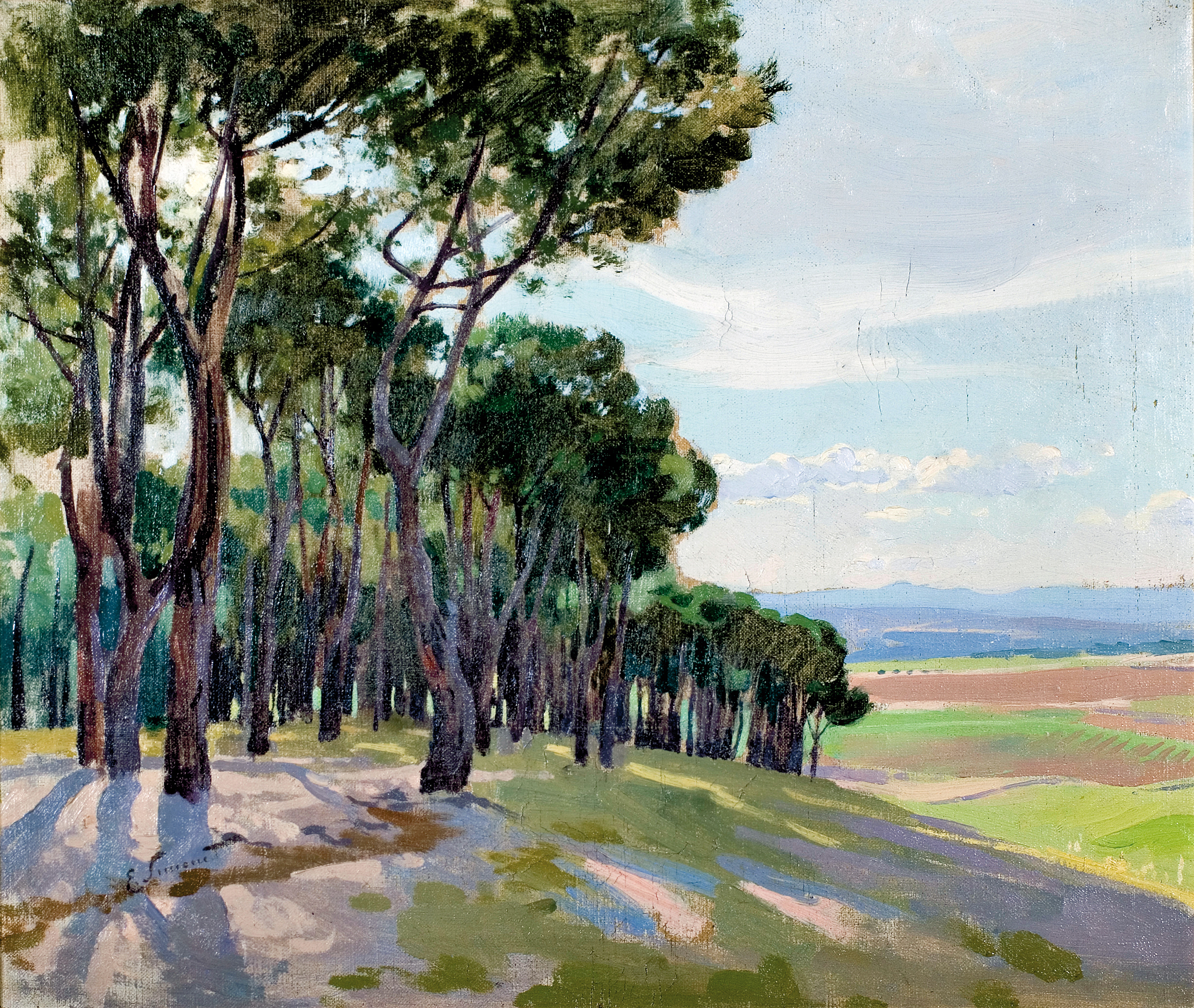
Енріке Сімоне. «Пейзаж у Монклоа», недатований
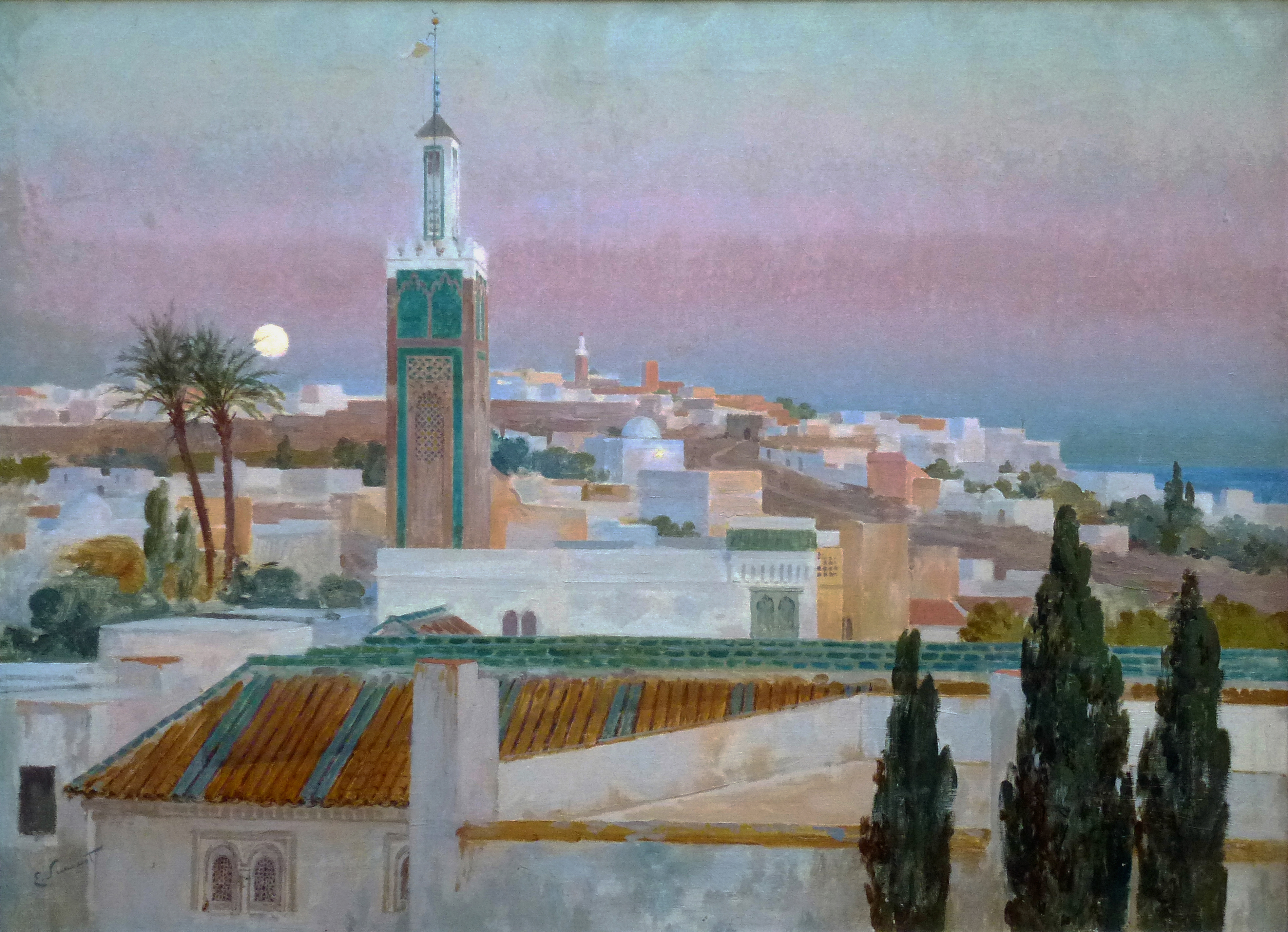
Енріке Сімоне. «Місто Танжер надвечір», 1914 р.
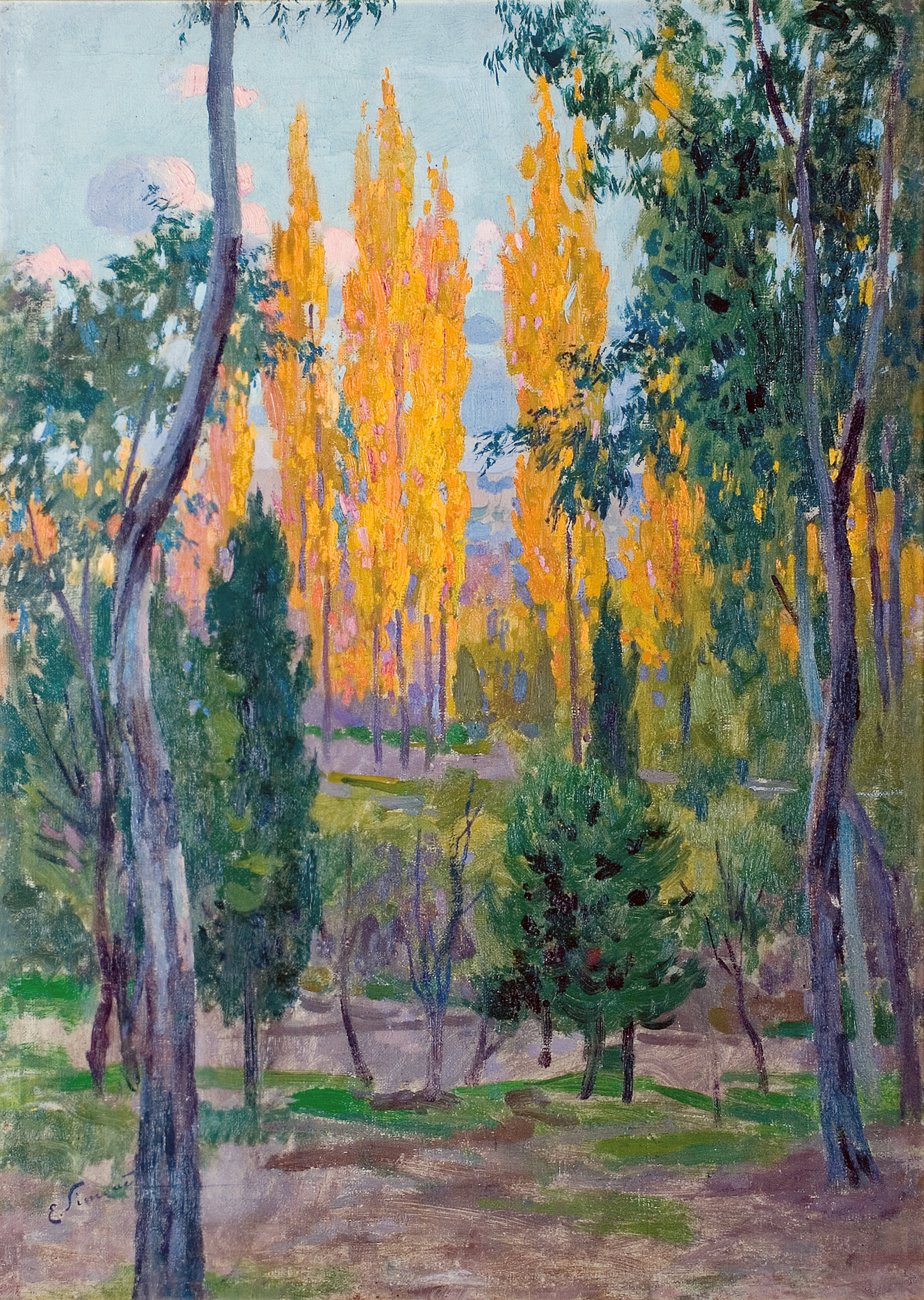
Енріке Сімоне. «Осінь. Дехеса», 1914 р.
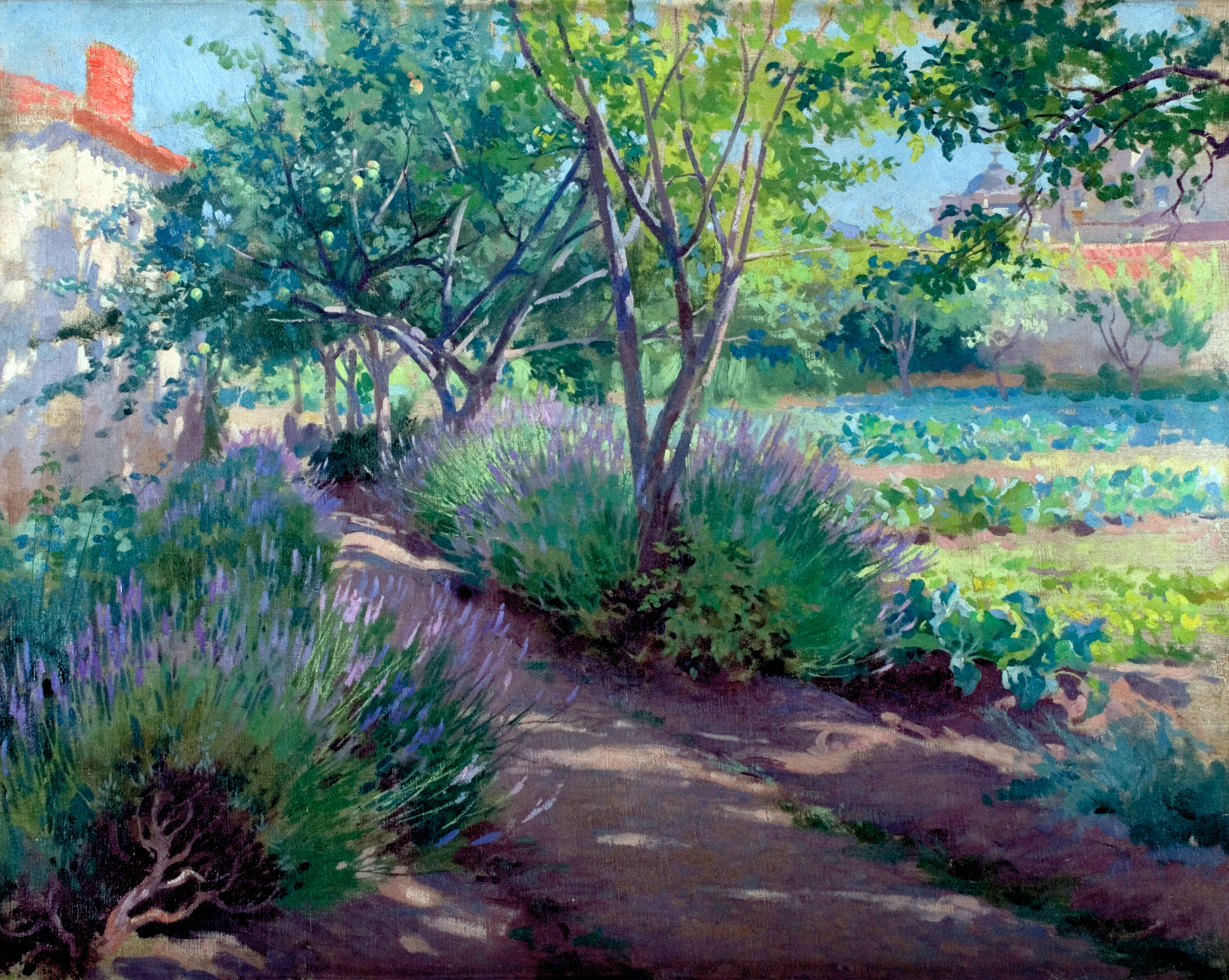
Енріке Сімоне. «Стежка в саду», 1921 р.

### Портрети

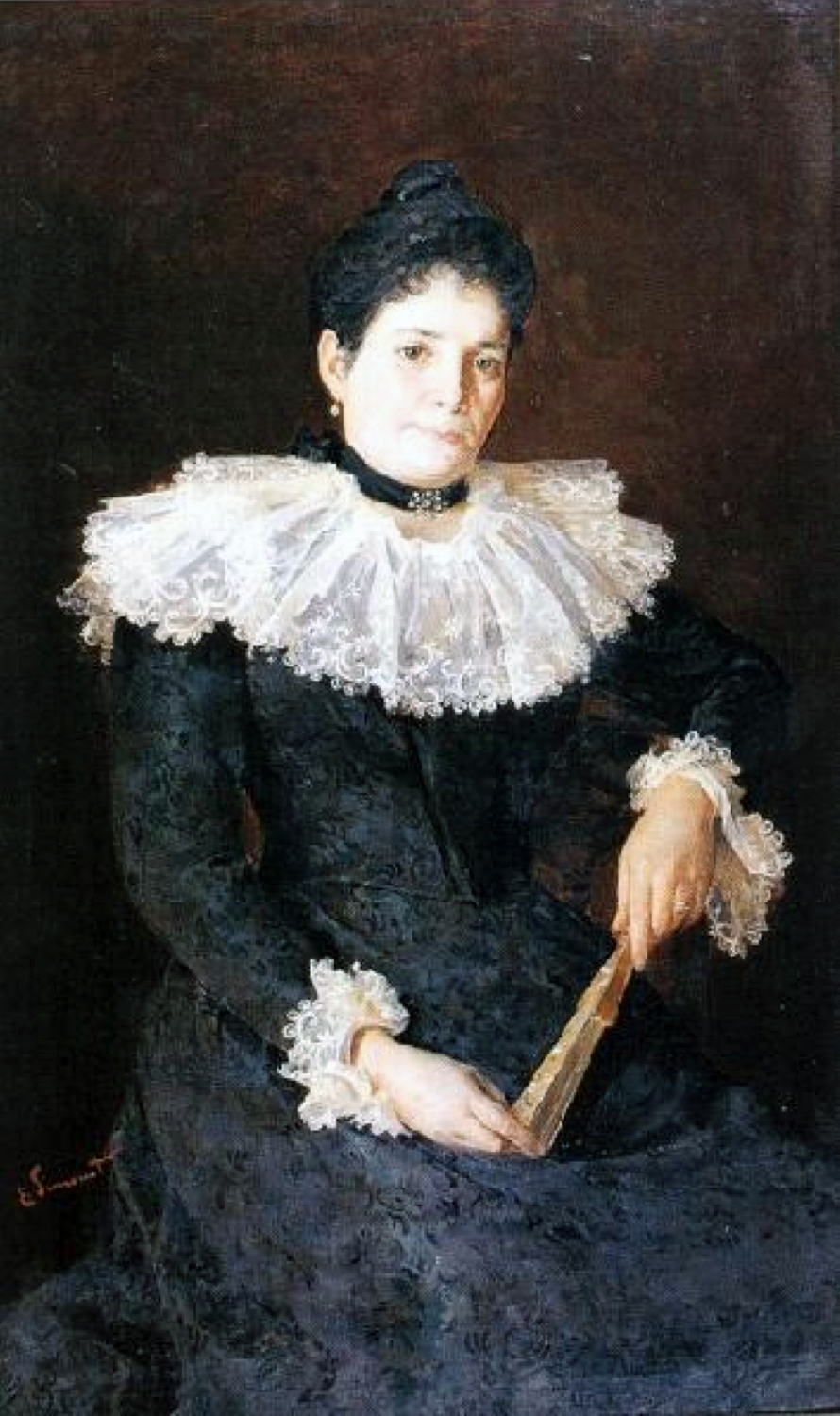
Енріке Сімоне. «Портрет невідомої в чорній сукні», Художній музей (Малага)
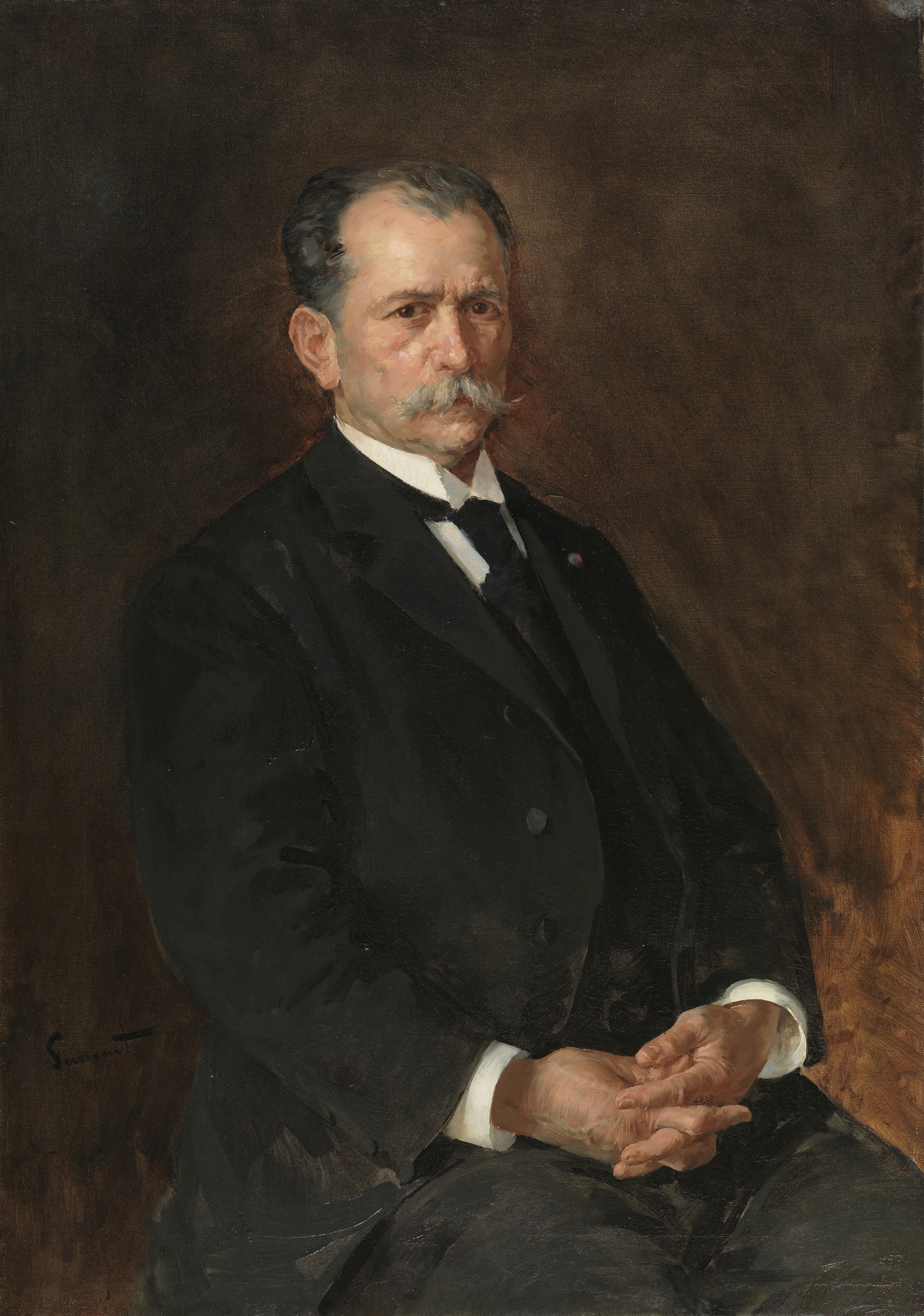
Енріке Сімоне. «Батько художника Енріке Сімоне Бака», 1893 р.
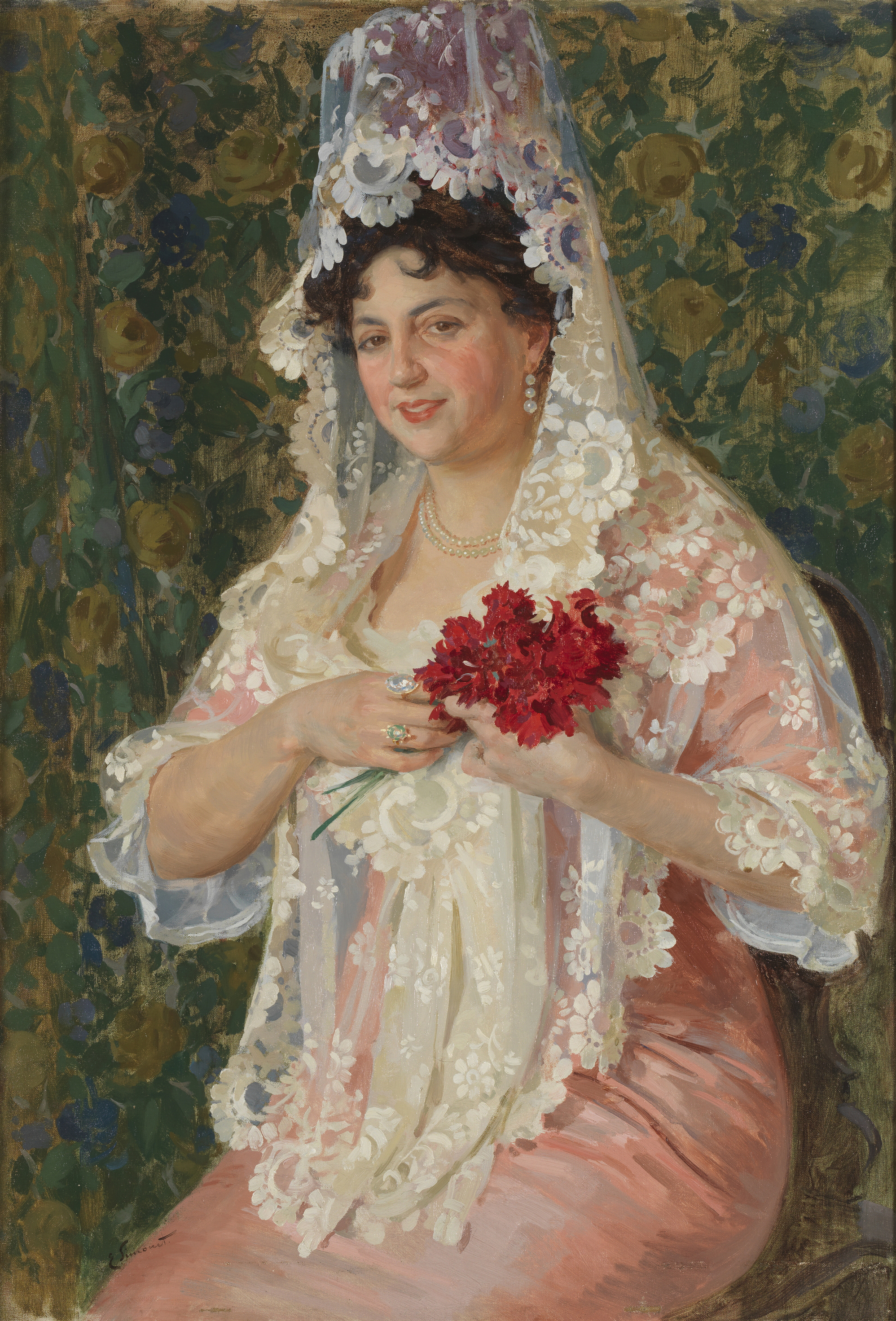
Енріке Сімоне. «Дружина художника Асунсьйон Кастро», 1914 р.
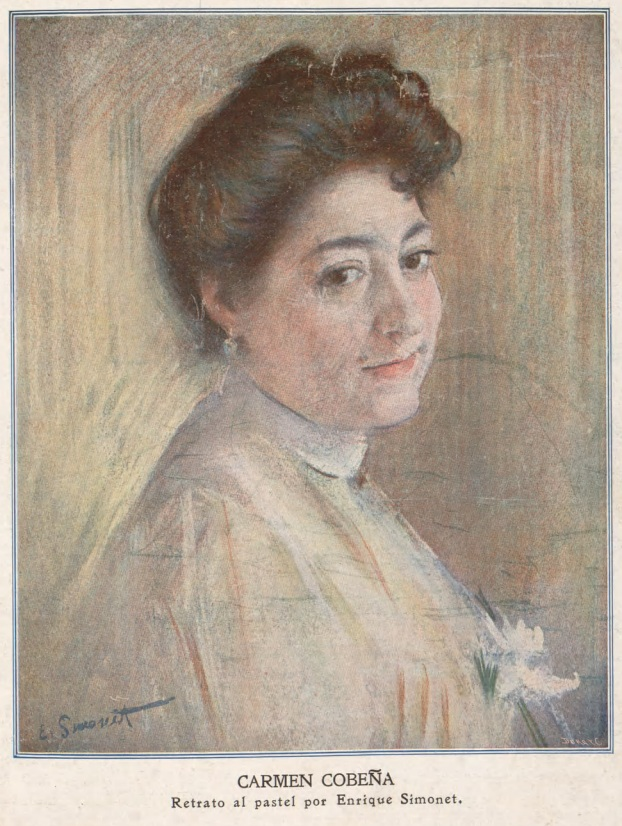
Енріке Сімоне. «Ка́рмен Кобенья». Пастель, 1908 р.

### Релігійні твори

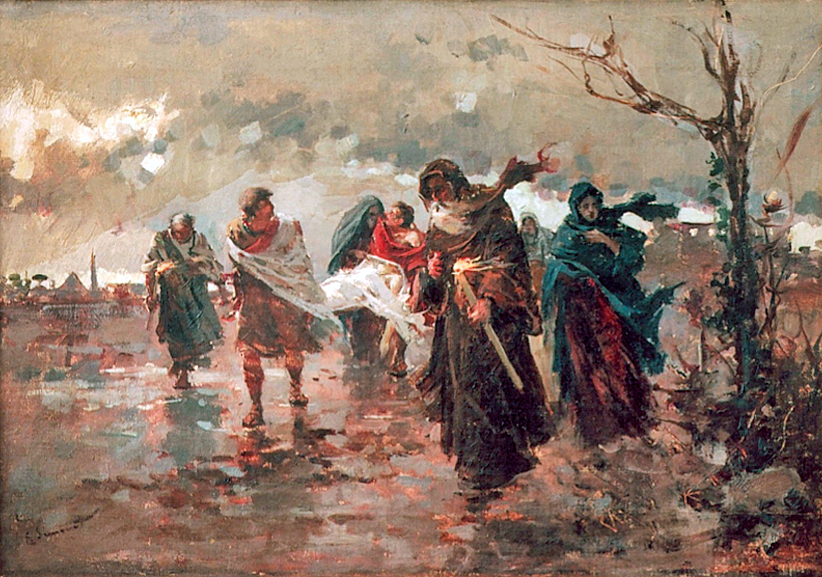
Енріке Сімоне. «Поховання св. Лаврентія», 1886 р.
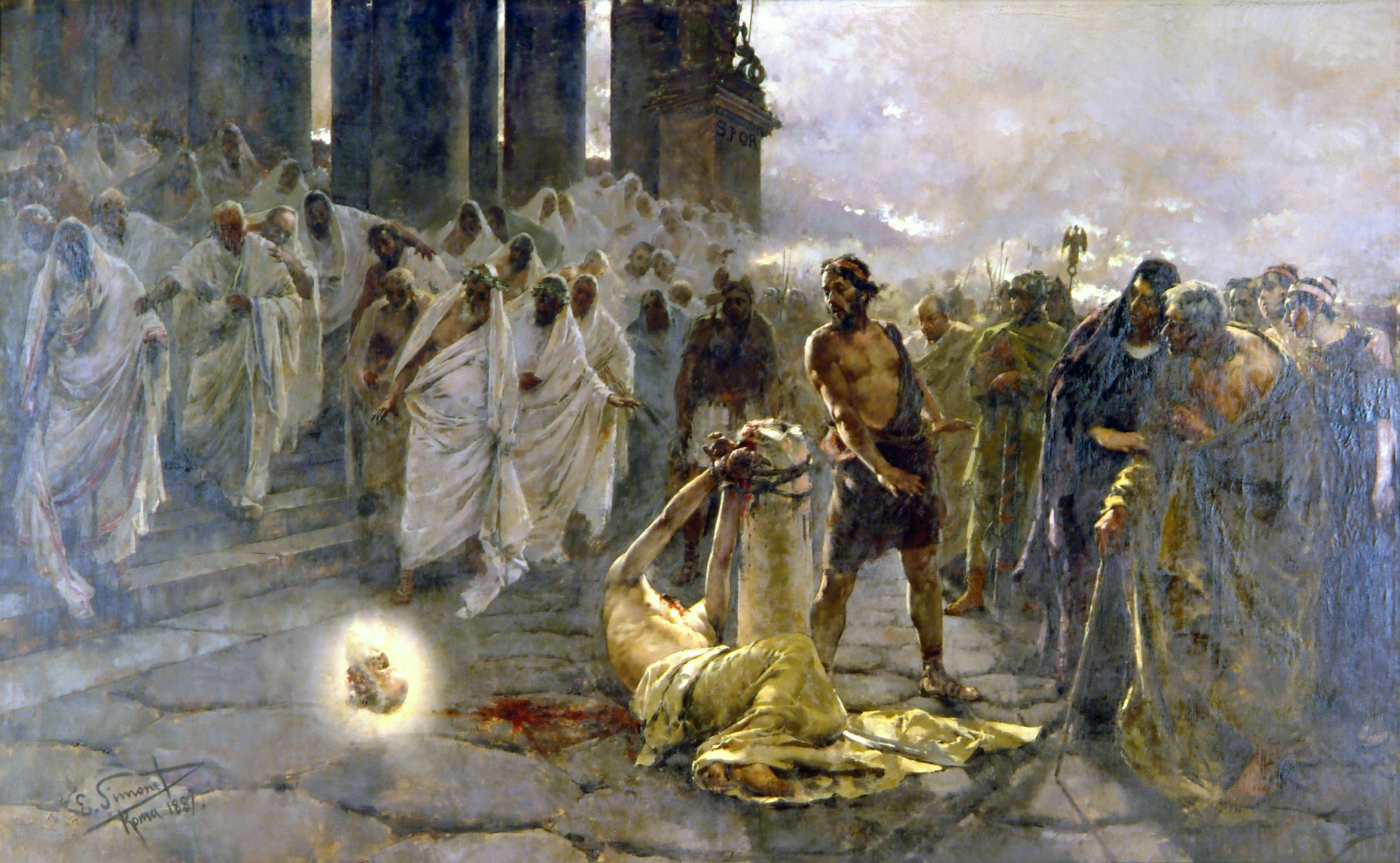
Енріке Сімоне. «Страта св. Павла», 1887 р.
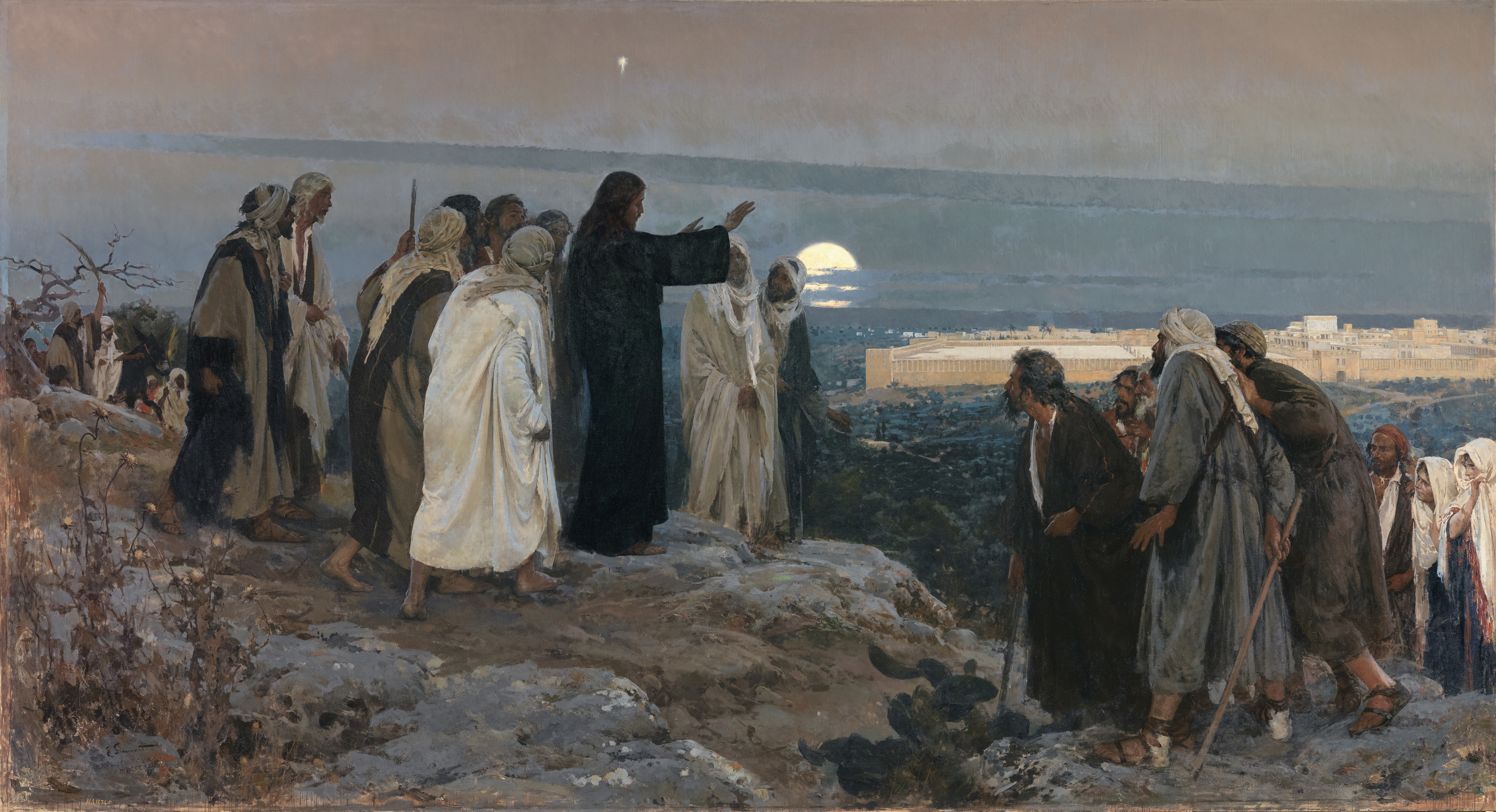
Енріке Сімоне. «Христос наблизився до Єрусалима», 1892 р., Національний музей Прадо, Мадрид

### Автопортрети

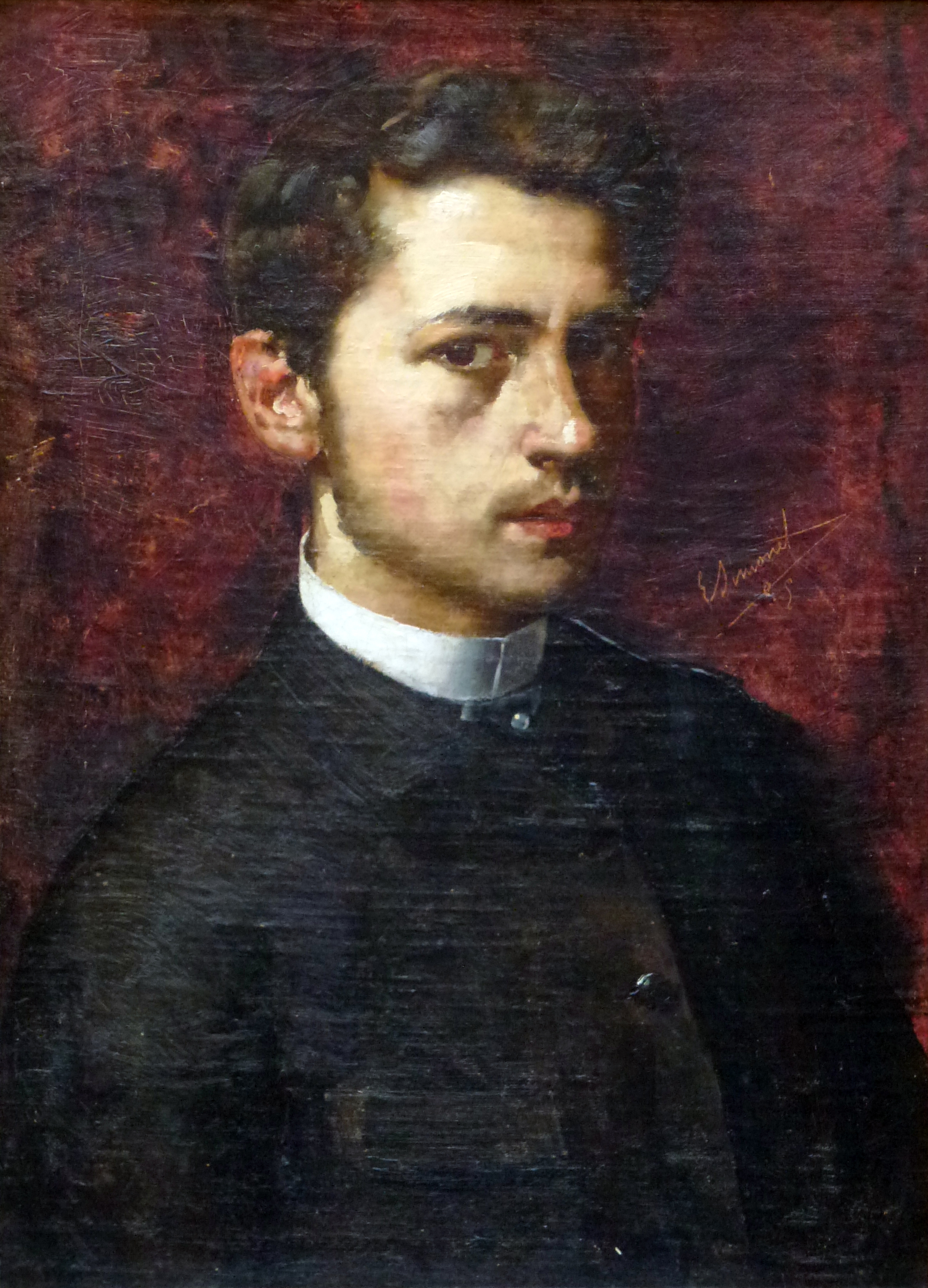
Енріке Сімоне. «Автопортрет», 1885 р.
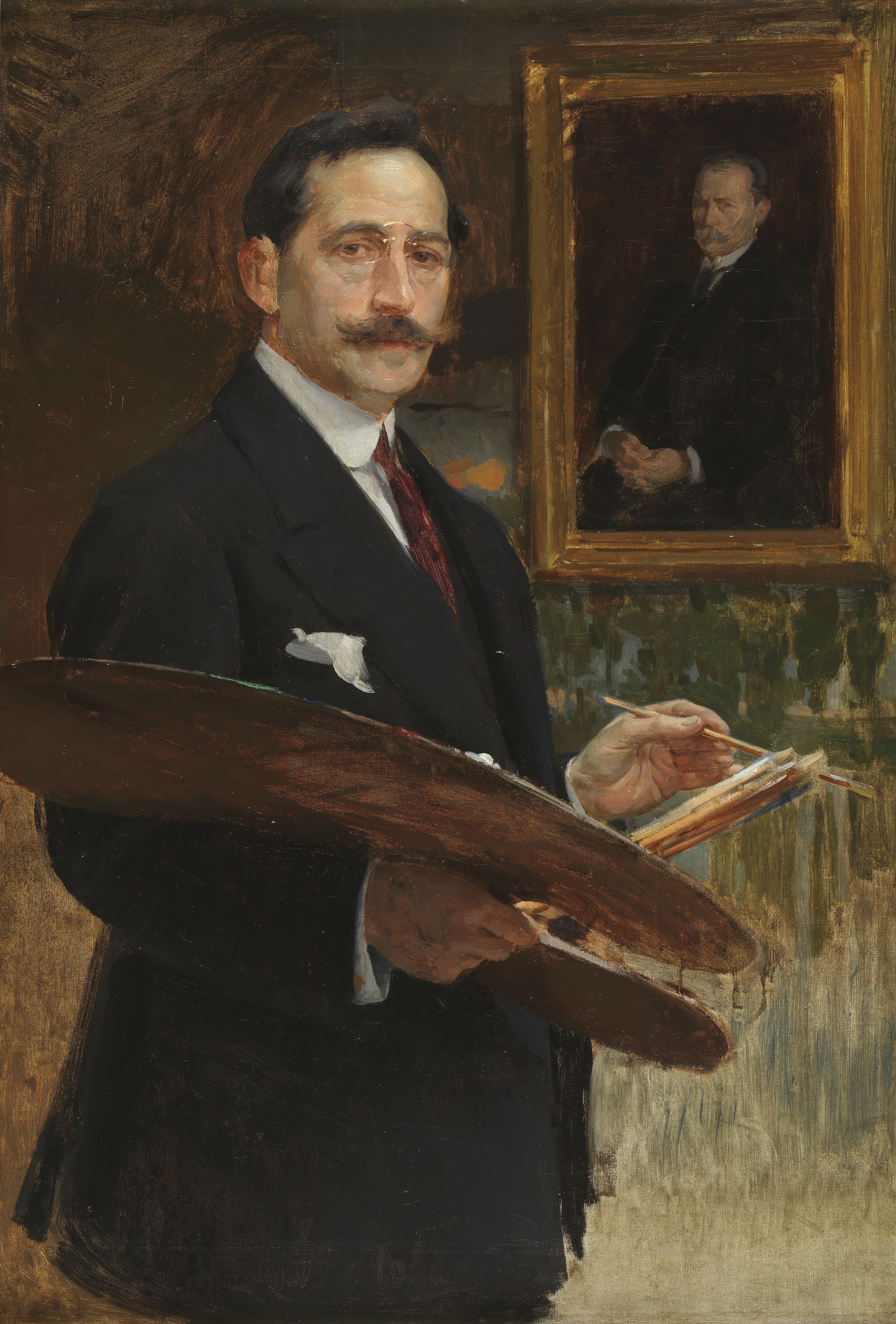
Енріке Сімоне. «Автопортрет», 1910 р.
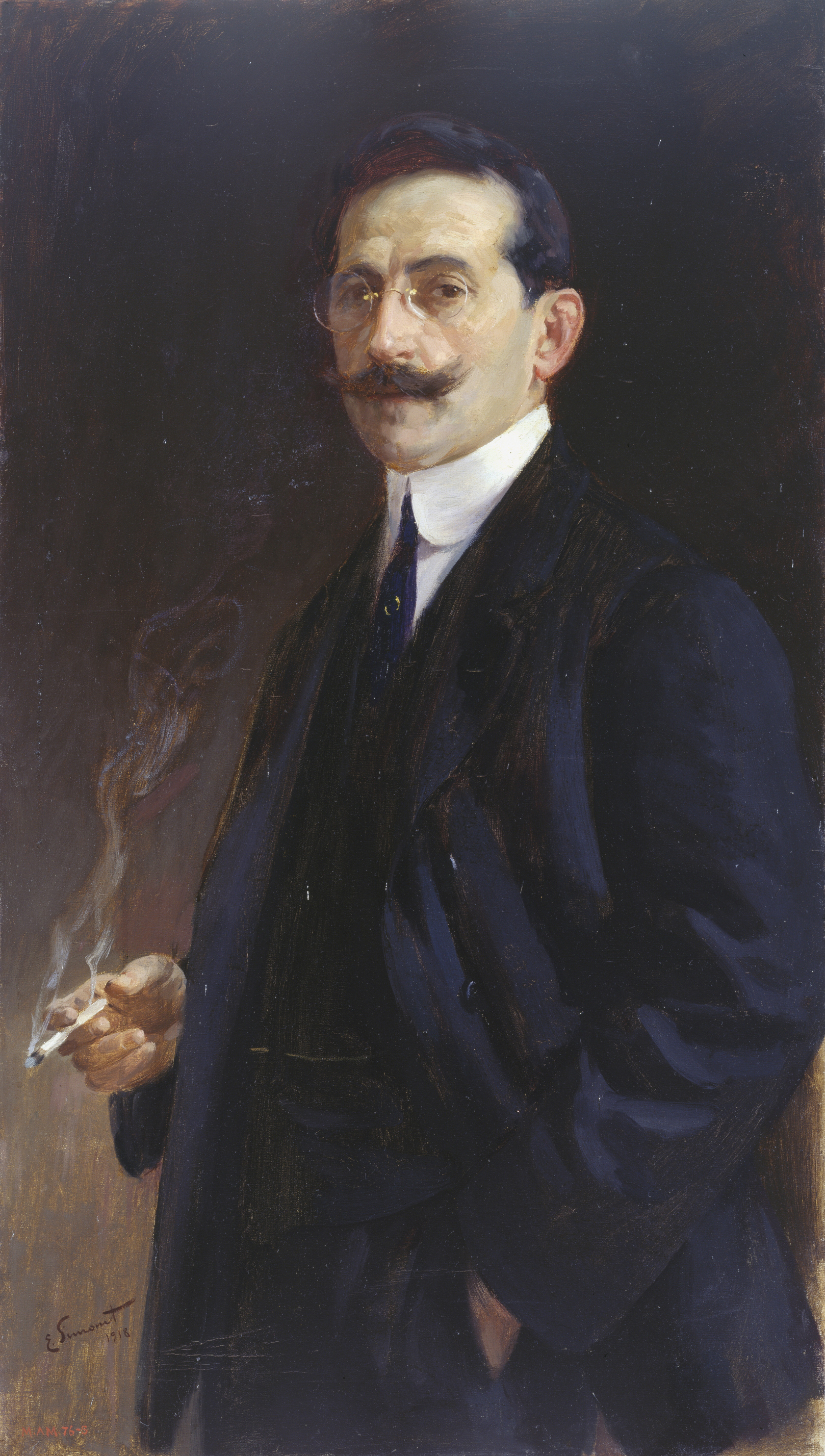
Енріке Сімоне. «Автопортрет», 1918 р.

## Див. також

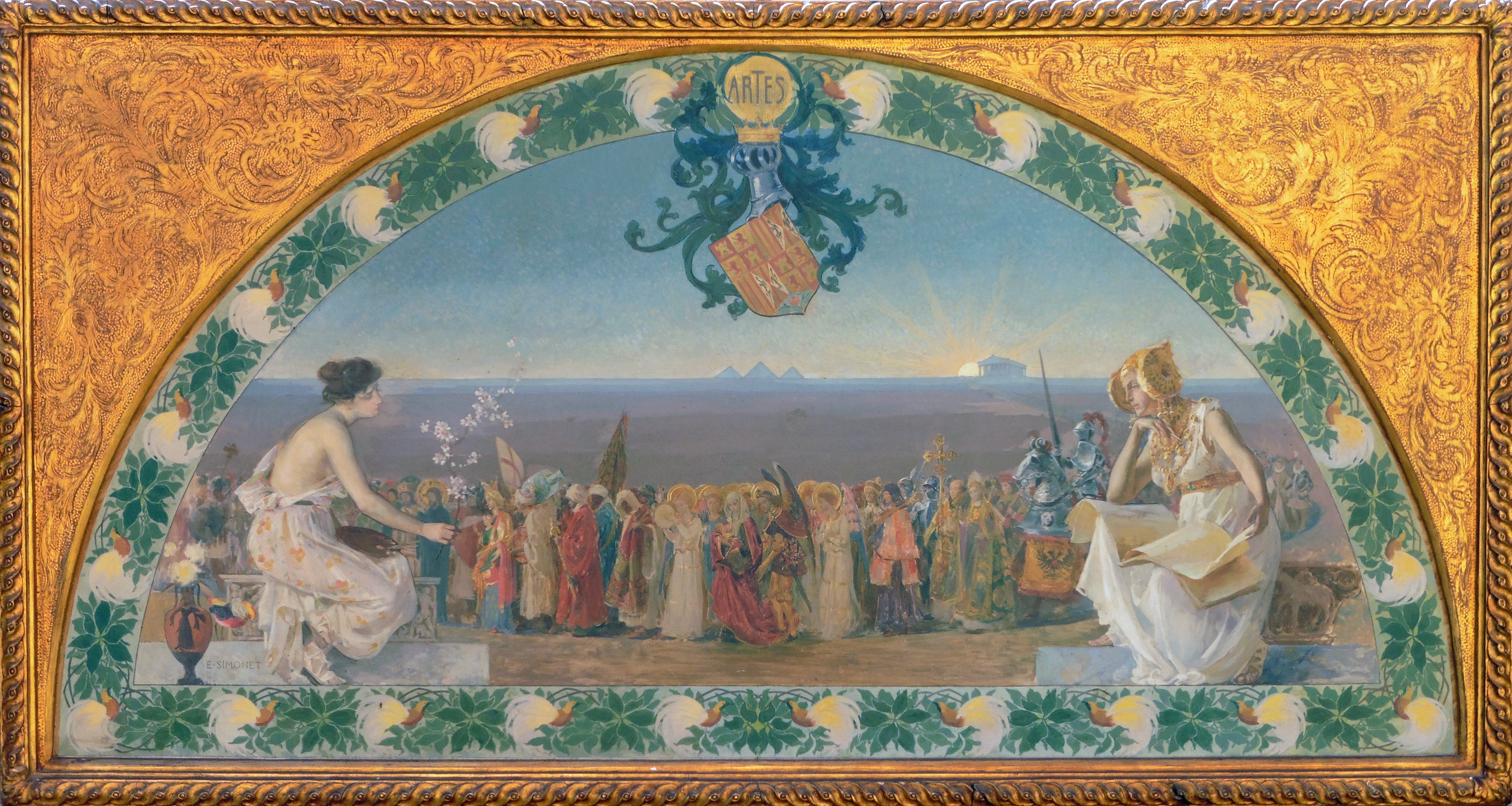
Енріке Сімоне. «Алегорія історії»